# Voleri
Voleri est un voisinage du district de Kurzeme à Riga en Lettonie.

## Géographie
Le quartier de Voleri est situé sur la rive gauche du fleuve Daugava, entre le Daugava et Daugavgrīva.
Voleri est limitrophe avec les quartiers de Bolderāja et Spilve, et sur l'autre rive du Daugava avec les quartiers de Kundziņsala et Vecmīlgrāvis. 
Les limites du quartier Voleri sont le Daugava, le fossé d'Hapaka, l'autoroute de Daugavgrīva.
La superficie totale du quartier Voleri est de 5,315 km2, ce qui correspond à peu près à la taille moyenne des quartiers de Riga. 
La longueur du périmètre du quartier est de 12 175 mètres.

## Galerie

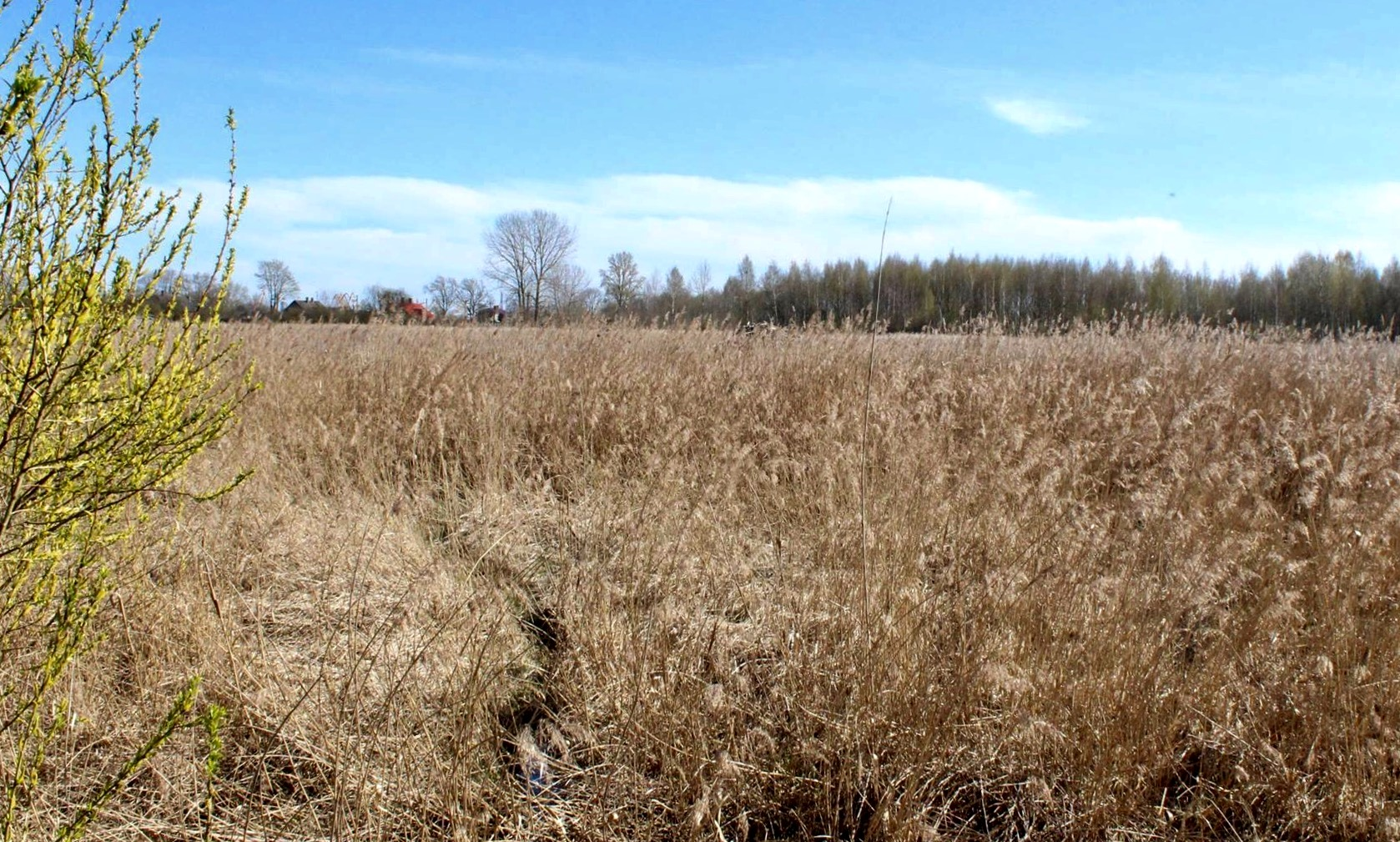
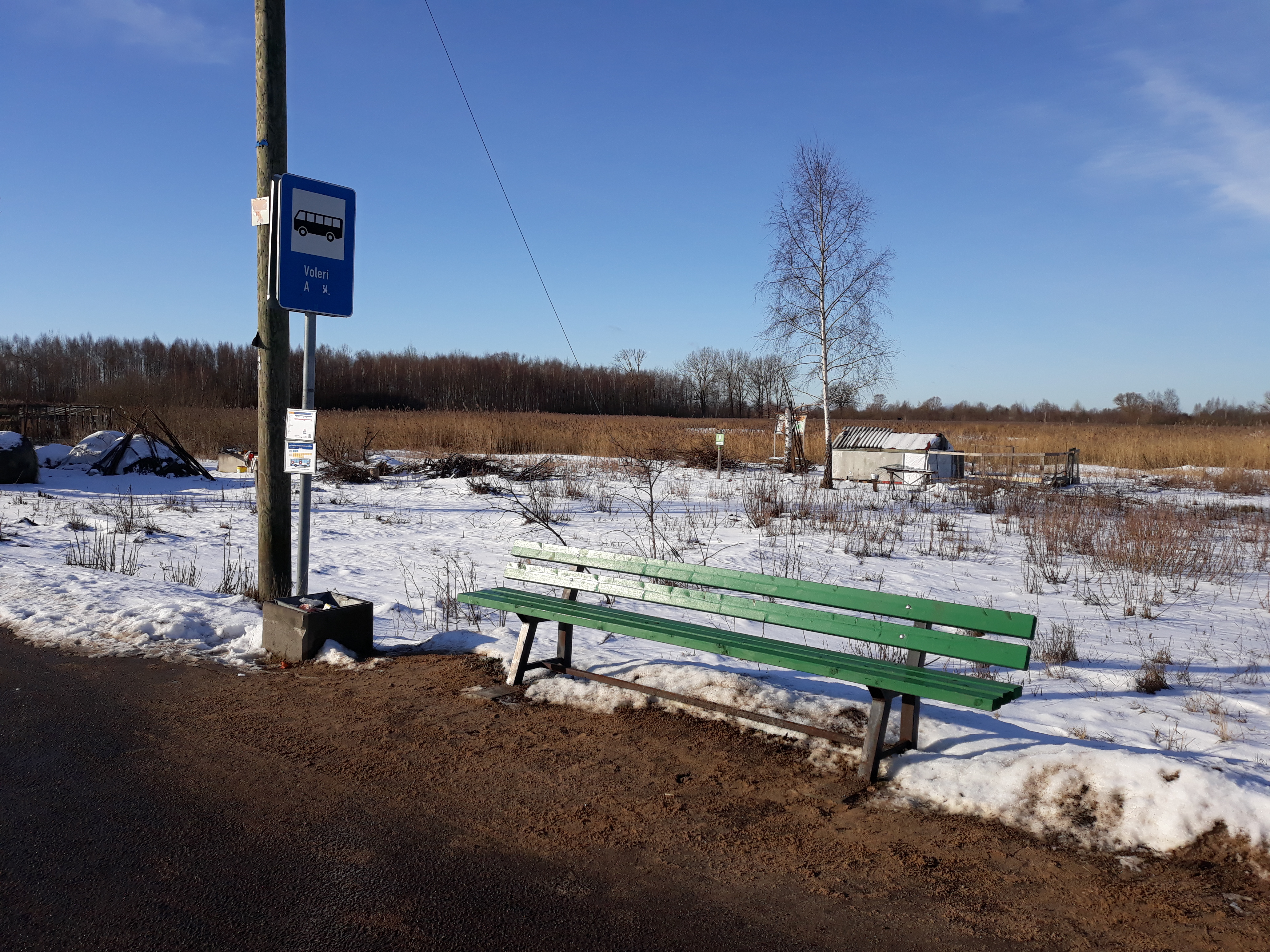
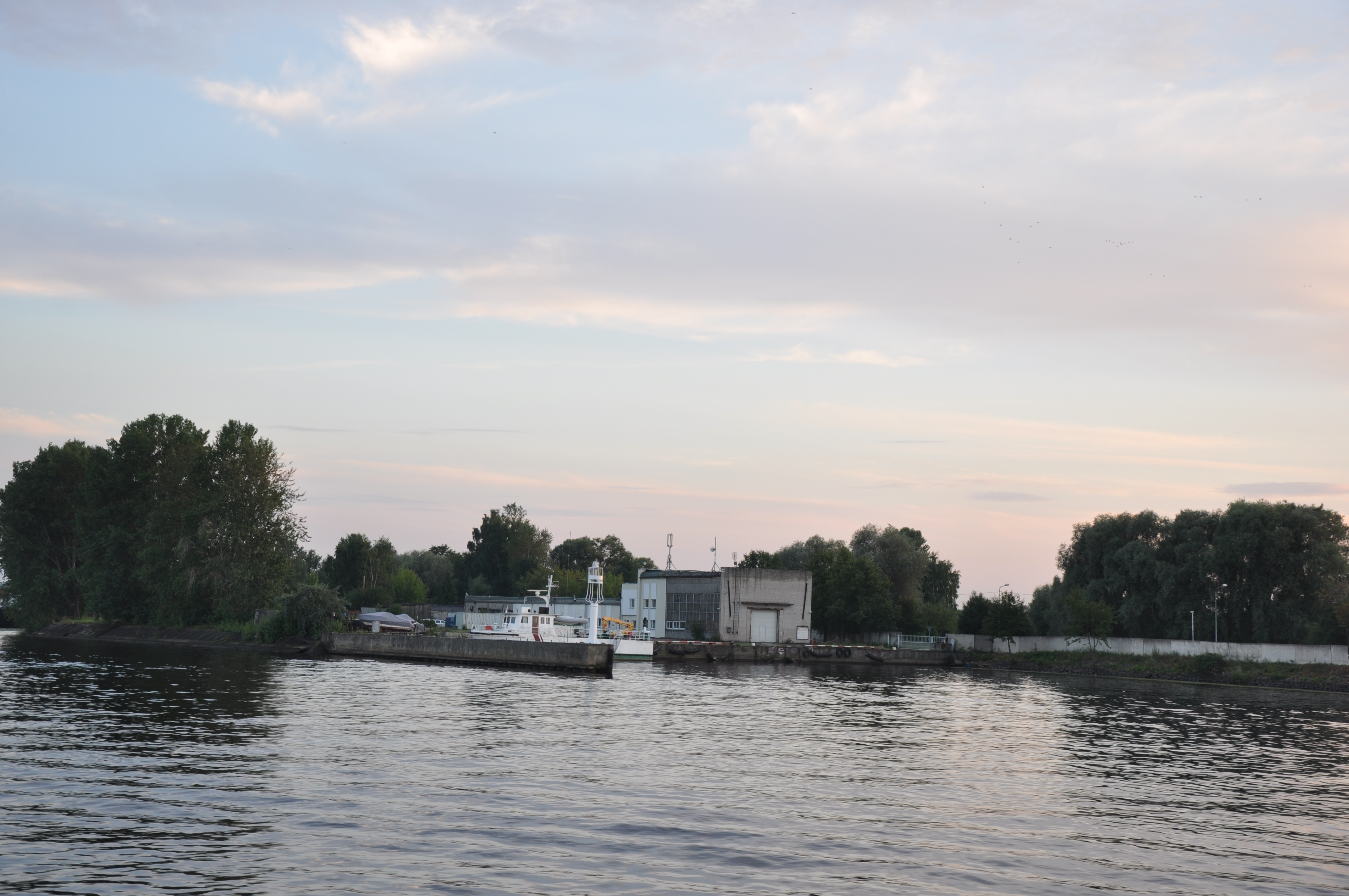
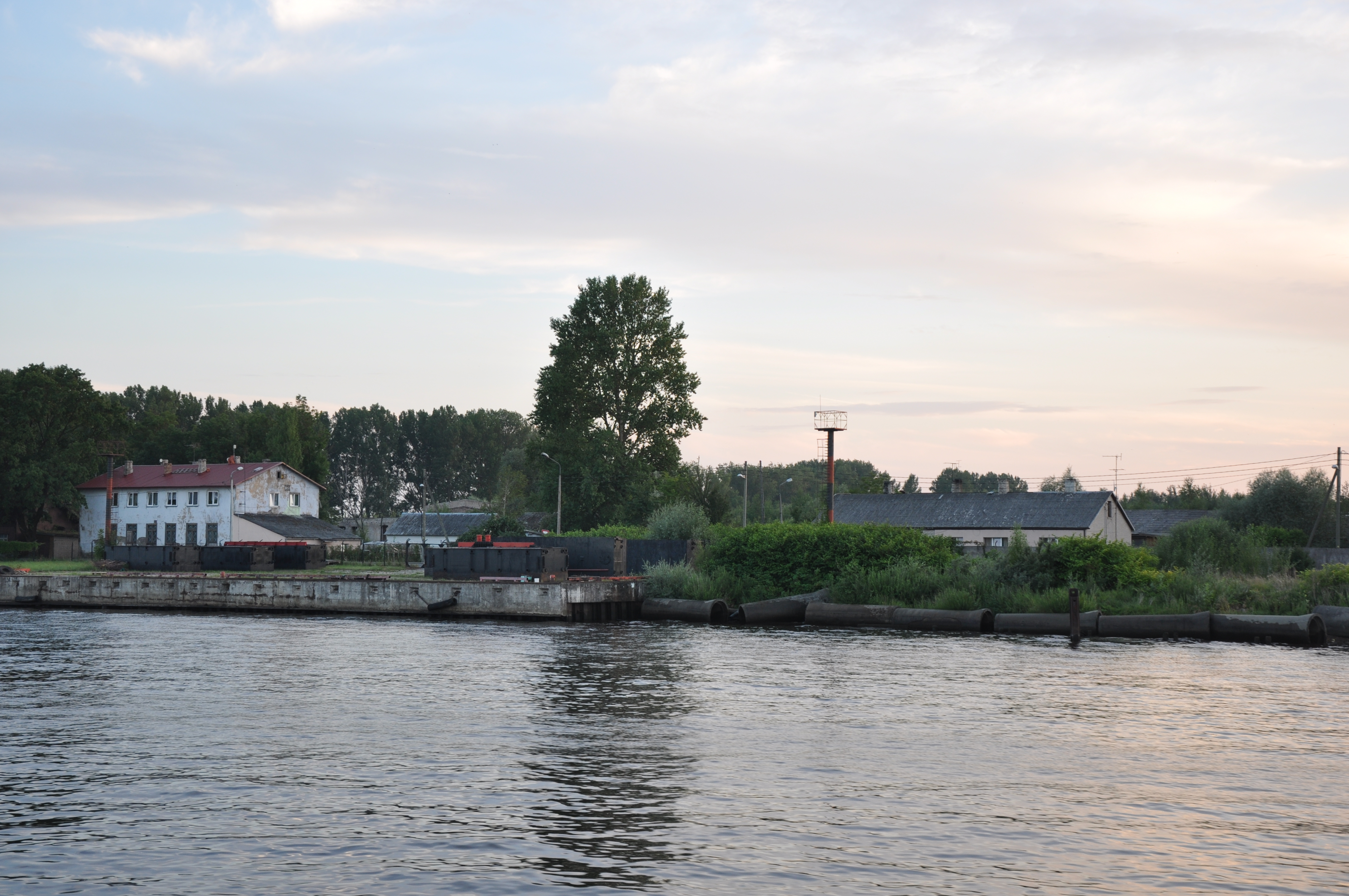

## Transports
- Bus: 	 	3, 30, 54